# W Hydrae
W Hydrae – gwiazda zmienna typu Mira Ceti położona w gwiazdozbiorze Hydry, odległa o około 375 lat świetlnych od Ziemi.
Okres zmian jasności gwiazdy wynosi 361 dni, jej jasność waha się pomiędzy 5,7-10,0m. Gwiazda została po raz pierwszy opisana jako zmienna w 1889 przez Edwina Sawyera.
Wokół gwiazdy znajduje się obłok pyłowy utworzony z materiału odrzuconego przez gwiazdę z jej zewnętrznej powierzchni. Po oddaleniu się od powierzchni gwiazdy na odległość równą przynajmniej jej średnicy, materia wychładza się na tyle, że poszczególne atomy zaczynają zlepiać się razem, tworząc bardziej skomplikowane związki chemiczne, między innymi minerały takie jak forsteryt czy enstatyt. W dysku pyłowym otaczającym gwiazdę odkryto także ślady wody. Dysk rozciąga się w odległości od 10,7 do 47 500 j.a., w porównaniu z Układem Słonecznych – od orbity Saturna do Obłoku Oorta.